# Hiroki Kondō
Hiroki Kondō (japanisch 近藤 大生 Kondō Hiroki; * 5. November 1982 in Kariya, Präfektur Aichi) ist ein ehemaliger japanischer Tennisspieler.

## Karriere

### Bis 2001
Bereits als Junior konnte Kondō erste Erfolge auf der Tour feiern. 2000 stand er bei der Juniorenkonkurrenz der French Open, Wimbledon Championships und US Open jeweils im Einzel- und Doppelfeld. Dabei zog er bei den US Open im Einzel in die dritte Runde und im Doppel ins Viertelfinale ein. Seine beste Platzierung war ein 23. Rang im Einzel aus dem Jahr 2000.
Seine ersten Turniere auf der Profi-Tour bestritt er bereits als 15-Jähriger. Er startete vereinzelt auf der drittklassigen ITF Future Tour, wo er im Jahr 2000 sein erstes Halbfinale im Doppel erreichte. Ein Jahr später gewann er seinen ersten Doppeltitel bei einem Future-Turnier in Japan. In Tokio feierte er sein Debüt auf der ATP World Tour. Er erhielt von den Turnierveranstaltern eine Wildcard für das Einzel- und Doppelfeld. Während er im Doppel sein Erstrundenmatch verlor, besiegte er im Einzel in der ersten Runde seinen Landsmann Michihisa Onoda und traf anschließend auf Jonas Björkman, die damalige Nummer 51 der Welt, gegen den er klar in zwei Sätzen verlor. Am Jahresende stand er im Einzel auf dem 528. Rang und im Doppel auf dem 371. Rang der Weltrangliste.

### 2002–2009
In den beiden folgenden Jahren gelang Kondō keine Verbesserung in der Weltrangliste. Er feierte noch vereinzelte Erfolge auf der Future Tour im Doppel, schaffte aber auf der ATP Challenger Tour nie den Einzug in die zweite Runde. Auch bei seinem erneuten Auftritt in Tokio schied er in der ersten Runde gegen Taylor Dent aus. In der Saison 2004 spielte er kein einziges und 2005 nur ein Turnier, sodass er zwischenzeitlich nicht mehr in der Weltrangliste geführt wurde. Er kämpfte sich in den folgenden Jahren wieder zurück und gewann im November 2007 seinen ersten Titel auf der Challenger Tour. Mit seinem Partner Gō Soeda zog er ins Doppelfinale in Yokohama ein, wo sie das Duo Satoshi Iwabuchi und Toshihide Matsui knapp in drei Sätzen bezwangen. Somit stand er zwei Jahre nach seiner Rückkehr im Doppel wieder in den Top 300 der Welt.
2008 stand er in Kyoto erneut in einem Challengerfinale. Hier musste er sich der Paarung Dieter Kindlmann und Martin Slanar geschlagen geben. Vier Monate später konnte er in Moncton erneut ein Finale erreichen. Dieses Mal setzte er sich mit An Jae-sung in drei Sätzen durch und feierte seinen zweiten Titel auf der Challenger Tour. Im Einzel war er weniger erfolgreich, es gelang ihm nur vereinzelt die Qualifikation für ein Hauptfeld auf der Challenger Tour, wo er immer früh ausschied. Auf der World Tour stand er 2008 nach überstandener Qualifikation zum dritten Mal im Einzelfeld in Tokio, scheiterte aber erneut an seinem Erstrundengegner. Eine kleine Überraschung gelang ihm im Folgejahr. Er startete erneut dank einer Wildcard mit Gō Soeda im Doppelbewerb des Turniers in Tokio. In der ersten Runde bezwangen sie die viertgesetzte Paarung Travis Parrott und Filip Polášek in drei Sätzen und standen zum ersten Mal im Viertelfinale eines Turniers der ATP World Tour 500. Dort unterlagen sie den späteren Finalisten Ross Hutchins und Jordan Kerr deutlich in zwei Sätzen.

### 2010–2016
Im April 2010 erreichte er nach zwei Futuretiteln mit dem 179. Rang seine beste Platzierung im Doppel. Da er auf der Challenger Tour nicht mehr über das Viertelfinale hinauskam, konnte er diese Platzierung nicht halten und fiel wieder aus den Top 200. Im November ging Kondō im Doppel und Mixed bei den Asienspielen an den Start. Während er im Doppel sein erstes Spiel mit Gō Soeda gegen die philippinische Paarung Treat Huey und Cecil Mamiit verlor und früh ausschied, zog er im Mixed an der Seite von Yurika Sema ins Halbfinale ein. Dort verlor er gegen Yang Tsung-hua und Latisha Chan und gewann die Bronzemedaille. 2011 kam er zu seinem Debüt für die japanische Davis-Cup-Mannschaft. In der Erstrundenbegegnung gegen die philippinische Davis-Cup-Mannschaft kam er im Doppel mit Takao Suzuki zum Einsatz. Er verlor zwar seine Partie, insgesamt gewann Japan das Duell aber mit 3:1 und schaffte in diesem Jahr den Aufstieg in die Weltgruppe. Im November gelang ihm in Toyota sein dritter Erfolg auf der Challenger Tour.
2013 in Peking stand er nach längerer Durststrecke im Einzel und Doppel im Halbfinale, scheiterte dann aber jeweils. Im November erreichte er mit dem 275. Rang seine beste Platzierung im Einzel. 2014 konnte er zum einzigen Mal an der Qualifikation für ein Grand-Slam-Turnier an den Start gehen. Bei den Australian Open verlor er jedoch seine erste Partie gegen Enzo Couacaud deutlich in zwei Sätzen. Durch diverse Verletzungen rutschte Kondō in der Weltrangliste weiter ab. In Kyoto verletzte er sich bei einer Zweitrundenpartie vor dem Matchball an der Wade. Er gewann zwar noch diese Partie, musste die darauffolgenden zwei Monate aber pausieren. Im November 2016 beendete er in Toyota nach einer Halbfinalniederlage seine aktive Karriere.

## Erfolge
| Legende (Anzahl der Siege)  |
| Grand Slam                  |
| ATP World Tour Finals       |
| ATP World Tour Masters 1000 |
| ATP World Tour 500          |
| ATP World Tour 250          |
| ATP Challenger Tour (3)     |

### Doppel

#### Turniersiege
| Nr. | Datum             | Turnier  | Belag       | Partner     | Finalgegner                       | Ergebnis          |
| --- | ----------------- | -------- | ----------- | ----------- | --------------------------------- | ----------------- |
| 1.  | 24. November 2007 | Yokohama | Hartplatz   | Gō Soeda    | Satoshi Iwabuchi Toshihide Matsui | 6:75, 6:3, [11:9] |
| 2.  | 20. Juli 2008     | Moncton  | Hartplatz   | An Jae-sung | Daniel Chu Adil Shamasdin         | 6:2, 2:6, [12:10] |
| 3.  | 26. November 2011 | Toyota   | Teppich (i) | Yi Chu-huan | Gao Peng Gao Wan                  | 6:4, 6:1          |